# Takabajasi Takasi
Takabajasi Takasi (Szaitama, 1931. augusztus 2. – 2009. december 27.) japán válogatott labdarúgó.
A japán válogatott tagjaként részt vett az 1956. évi nyári olimpiai játékokon.

## Statisztika
| Japán válogatott | Japán válogatott | Japán válogatott |
| Időszak          | Mérk.            | gól              |
| ---------------- | ---------------- | ---------------- |
| 1954             | 3                | 2                |
| 1955             | 5                | 0                |
| 1956             | 0                | 0                |
| 1957             | 0                | 0                |
| 1958             | 1                | 0                |
| Összesen         | 9                | 2                |